# Bert van Vondel
Bert van Vondel (Veendam, 1957) is een Nederlands publicist en zelfverklaard vredesactivist. Hij publiceerde onder de pseudoniemen Fré Morel en Bertus Blommink. De schuilnaam Fré Morel is een samentrekking van de namen van de CPN-politicus Fré Meis en de Britse pacifist Edmund Dene Morel. Daarnaast schrijft Van Vondel columns voor de huis-aan-huiskrant Het Streekblad en de online-publicatie Groninger Krant.
Van Vondel noemt zichzelf autodidact. Zijn historische werk is te kenschetsen als historisch revisionisme. Hij betoogt onder andere dat Hitler-Duitsland ten onrechte als enige de schuld voor het uitbreken van de Tweede Wereldoorlog heeft gekregen. De verantwoordelijkheid daarvoor ligt zijns inziens tevens bij invloedrijke kringen in Engeland en de VS die eerder tot de Eerste Wereldoorlog hebben aangezet. Zijn boek over het ontstaan van de Eerste Wereldoorlog was aanvankelijk bedoeld als opmaat voor een zesdelige serie onder de titel "Hoe kwade machten de wereld regeren".
Omdat schoolkinderen zijns inziens een te gekleurd beeld van de Tweede Wereldoorlog krijgen, verzorgt Van Vondel sinds ongeveer 2005 veelvuldig lessen op basis- en middelbare scholen in Nederland, met name aan de groepen 7 en 8 van basisscholen. Hiervoor richtte hij in 2015 Stichting Vredesonderwijs Nederland op en ontving hij subsidie van de gemeente Oldambt. Van Vondel zegt de kinderen op te roepen tot zelf nadenken en vragen te stellen over politieke processen die tot oorlog leiden. Ook waarschuwt hij tegen misbruik van politieke symbolen.
In een column over de Oorlog in Oost-Oekraïne verdedigde hij in 2022 het Russische standpunt. Van Vondels boeken worden uitgegeven door de ultraconservatieve uitgever De Blauwe Tijger.

## Biografie
Van Vondel groeide op in Hoofddorp en Winschoten en was eerder actief als drukker en uitgever. Zijn uitgeverij Tellerlikker maakte naam met Groningstalige wenskaarten en kalenders. Hij ontving hiervoor in 1994 de Johan Poppenprijs en werd verkozen tot Groninger van het Jaar. Het door hem gelanceerde boertje 'Popko' werd het boegbeeld van de Winschoter Allerheiligenmarkt. Ook zette hij zich in voor het behoud van de Westerleese kers, een regionale variant van de morel.
In 1983 bedacht Van Vondel de telekrant als voorloper van Marktplaats. Van Vondel speurde advertenties in regionale kranten en weekbladen af en bemiddelde tussen vraag en aanbod.

## Biggles
Van Vondel was liefhebber en verzamelaar van de boeken van William Earl Johns uit de serie Biggles. In 1985 begon hij het tijdschrift Biggles News dat zes keer per jaar verscheen. De redactie van het blad droeg hij later over aan een ander. Van Vondel was initiatiefnemer, voorzitter en president van de International Biggles Association. Tevens was hij een van de oprichters van de Biggles Stichting. Van Vondel vertaalde, illustreerde en publiceerde eigenhandig Een kerstboom voor Biggles.

## Publicaties
- Fré Morel, Oorlog is misleiding en bedrog, Breda: De Papieren Tijger, 2012; 2e herz. dr. Groningen: De Blauwe Tijger, 2018
- Fré Morel, Van Oranje stadhouders tot IJzeren Kanselier. De vóórgeschiedenis van de "groote" oorlog: Een politiek machtsschaakspel dat voorafging aan de "Eerste Wereldoorlog" van 1914-1918, Breda: De Papieren Tijger, 2007
- Bert van Vondel, Vuil spel: De Spaanse burgerslachting 1936-1939, Groningen: De Blauwe Tijger, 2018
- Bert van Vondel, Biggles gids. Eerste en kompleetste gids van alle Biggles verhalen in de Nederlandse taal, Winschoten 1987
- W.E. Johns, Een kerstboom voor Biggles, vert. door Bert van Vondel, Winschoten 1988